# Polvijärvi (sjö i Norra Karelen, lat 63,43, long 30,43)
Polvijärvi är en sjö i Finland. Den ligger i kommunen Lieksa i landskapet Norra Karelen, i den östra delen av landet, 500 km nordost om huvudstaden Helsingfors. Polvijärvi ligger 138,9 meter över havet. I omgivningarna runt Polvijärvi växer i huvudsak barrskog. Den är 7,8 meter djup. Arean är 3,56 kvadratkilometer och strandlinjen är 22,76 kilometer lång. Sjön  ingår i Vuoksens huvudavrinningsområde. 